# Torii Tadamasa
Torii Tadamasa (鳥居 忠政, , 1567 - 02 de outubro de 1628), foi um samurai que viveu entre o Período Azuchi-Momoyama e o Período Edo da História do Japão. 
Em 1584 participou da Batalha de Komaki-Nagakute ao lado de Tokugawa Ieyasu .
Segundo filho de Torii Mototada, herdou a liderança do Clã de seu pai, quando este morreu no cerco ao Castelo Fushimi , pois seu mais irmão mais velho morreu precocemente.
Foi o primeiro Daimyō do Domínio de Iwakidaira na Província de Mutsu, com renda de 100 mil koku, em 1603.
Em 1622, ele foi transferido para um Han maior, o Domínio de Yamagata, na Província de Dewa, com renda de 260 mil koku .
| Precedido por Torii Mototada    | Líder do Clã Torii 1600-1628            | Sucedido por Torii Tadatsune |
| Precedido por Torii Mototada    | Segundo Daimyō de Yasaku 1600-1602      | Sucedido por Miura Masatsugu |
| Precedido por ninguém           | Primeiro Daimyō de Iwakidaira 1602-1622 | Sucedido por Naitō Masanaga  |
| Precedido por Mogami Yoshitoshi | Primeiro Daimyō de Yamagata 1622-1628   | Sucedido por Torii Tadatsune |